# Flèche brabançonne féminine 2022
La 5e édition de la Flèche brabançonne féminine a lieu le 13 avril 2022. Elle se déroule sur un parcours de 141,2 km et fait partie du calendrier UCI en catégorie 1.Pro. Elle est remportée par la Néerlandaise Demi Vollering. 

## Présentation

### Parcours
Le parcours s'élance de Sint-Pieters-Leeuw et arrive à Overijse. Vingt-quatre côtes sont au programme de cette édition, longue de 141,2 km. Il y a notamment les difficultés suivantes :  S-Bocht Overijse, Hagaard, Hertstraat, Moskesstraat et Holstheide. Après une partie en ligne, un circuit urbain long de 21,9 km est parcouru.

### Équipes
| UCI Women's WorldTeams (13)- Team BikeExchange-Jayco - Canyon-SRAM Racing - FDJ Nouvelle Aquitaine Futuroscope - Human Powered Health - Team Jumbo-Visma - Liv Racing Xstra - Movistar Team - Roland Cogeas-Edelweiss Squad - Trek-Segafredo - SD Worx - Team DSM - UAE Team ADQ - Uno-X Pro Cycling Team Équipes féminines continentales (11)- AG Insurance NXTG - Bingoal-Chevalmeire-Van Eyck Sport - Ceratizit-WNT Pro Cycling - Cofidis - Le col-Wahoo - Lotto Soudal Ladies - Multum Accountants - Parkhotel Valkenburg - Plantur-Pura - Rupelcleaning - Valcar-Travel & Service |
| |

## Récit de la course
La météo est pluvieuse. Anna Christian est la première à passer à l'offensive. Elle est reprise à quatre-vingt-cinq kilomètres de l'arrivée. Dans la Moskesstraat, Amber Kraak attaque. Elle obtient vingt-deux secondes d'avance mais est revue lors de l'arrivée sur le circuit final. Un groupe de dix coureuses se détâche. Un regroupement général a lieu dans l'avant-dernier tour. À trente kilomètres du but, Demi Vollering produit une accélération violente. Elle est suivie par Pauliena Rooijakkers. Juliette Labous part en poursuite, mais ne peut opérer la jonction. Aux dix kilomètres, Vollering attaque dans la Moskesstraat et distance Rooijakkers. Cette dernière est reprise et c'est Katarzyna Niewiadoma qui prend la deuxième place derrière Vollering.

## Classements

### Classement final
| \| Classement général \| Classement général \| Classement général \| Classement général \| Classement général \| \| Coureuse \| Coureuse \| Pays \| Équipe \| Temps \| \| ------------------ \| -------------------- \| ------------------ \| ----------------------- \| ------------------ \| \| 1re \| Demi Vollering \| Pays-Bas \| SD Worx \| 3 h 38 min 00 s \| \| 2e \| Katarzyna Niewiadoma \| Pologne \| Canyon-SRAM Racing \| + 22 s \| \| 3e \| Liane Lippert \| Allemagne \| Team DSM \| + 22 s \| \| 4e \| Marlen Reusser \| Suisse \| SD Worx \| + 27 s \| \| 5e \| Juliette Labous \| France \| Team DSM \| + 44 s \| \| 6e \| Pauliena Rooijakkers \| Pays-Bas \| Canyon-SRAM Racing \| + 58 s \| \| 7e \| Silvia Persico \| Italie \| Valcar-Travel & Service \| + 1 min 02 s \| \| 8e \| Ashleigh Moolman \| Afrique du Sud \| SD Worx \| + 1 min 02 s \| \| 9e \| Sofia Bertizzolo \| Italie \| UAE Team ADQ \| + 1 min 02 s \| \| 10e \| Alexandra Manly \| Australie \| Team BikeExchange-Jayco \| + 1 min 02 s \| |                      |                |                         |                 |
| |                      |                |                         |                 |
| Source : Cycling Quotient |                      |                |                         |                 |
| Classement général |                      |                |                         |                 |
| Coureuse | Coureuse             | Pays           | Équipe                  | Temps           |
| 1re | Demi Vollering       | Pays-Bas       | SD Worx                 | 3 h 38 min 00 s |
| 2e | Katarzyna Niewiadoma | Pologne        | Canyon-SRAM Racing      | + 22 s          |
| 3e | Liane Lippert        | Allemagne      | Team DSM                | + 22 s          |
| 4e | Marlen Reusser       | Suisse         | SD Worx                 | + 27 s          |
| 5e | Juliette Labous      | France         | Team DSM                | + 44 s          |
| 6e | Pauliena Rooijakkers | Pays-Bas       | Canyon-SRAM Racing      | + 58 s          |
| 7e | Silvia Persico       | Italie         | Valcar-Travel & Service | + 1 min 02 s    |
| 8e | Ashleigh Moolman     | Afrique du Sud | SD Worx                 | + 1 min 02 s    |
| 9e | Sofia Bertizzolo     | Italie         | UAE Team ADQ            | + 1 min 02 s    |
| 10e | Alexandra Manly      | Australie      | Team BikeExchange-Jayco | + 1 min 02 s    |

### Points UCI
| Position           | 1er | 2e  | 3e  | 4e  | 5e | 6e | 7e | 8e | 9e | 10e | 11e | 12e | 13e | 14e | 15e | 16e à 25e |
| Classement général | 200 | 150 | 125 | 100 | 85 | 70 | 60 | 50 | 40 | 35  | 30  | 25  | 20  | 15  | 10  | 5         |

## Liste des participants
| Légende | Légende                                                                    | Légende | Légende                                                    |
| ------- | -------------------------------------------------------------------------- | ------- | ---------------------------------------------------------- |
| Num     | Dossard de départ porté par le coureur sur cette Flèche brabançonne        | Pos     | Position à l'arrivée de la course                          |
|         | Indique un maillot de champion national ou mondial, suivi de sa spécialité | NP      | Indique un coureur qui n'a pas pris le départ de la course |
| AB      | Indique un coureur qui n'a pas terminé la course                           | HD      | Indique un coureur qui a terminé la course hors des délais |

| Trek-Segafredo TFS | Trek-Segafredo TFS              | Trek-Segafredo TFS |
| ------------------ | ------------------------------- | ------------------ |
| Num                | Coureuse                        | Pos                |
| 1                  | Elisa Balsamo (ITA) (route)     | 61e                |
| 2                  | Amalie Dideriksen (DEN) (route) | AB                 |
| 3                  | Leah Thomas (USA)               | 47e                |
| 4                  | Letizia Paternoster (ITA)       | AB                 |
| 5                  | Shirin van Anrooij (NED)        | 15e                |
| 6                  | Tayler Wiles (USA)              | AB                 |

| SD Worx SDW | SD Worx SDW                  | SD Worx SDW |
| ----------- | ---------------------------- | ----------- |
| Num         | Coureuse                     | Pos         |
| 11          | Niamh Fisher-Black (NZL)     | 18e         |
| 12          | Ashleigh Moolman (RSA)       | 8e          |
| 13          | Marlen Reusser (SUI) (route) | 4e          |
| 14          | Anna Shackley (GBR)          | 19e         |
| 16          | Demi Vollering (NED)         | 1re         |

| Bingoal-Chevalmeire-Van Eyck Sport BCV | Bingoal-Chevalmeire-Van Eyck Sport BCV | Bingoal-Chevalmeire-Van Eyck Sport BCV |
| -------------------------------------- | -------------------------------------- | -------------------------------------- |
| Num                                    | Coureuse                               | Pos                                    |
| 21                                     | Lotte Popelier (BEL)                   | AB                                     |
| 22                                     | Julie Hendrickx (BEL)                  | AB                                     |
| 23                                     | Olha Kulynych (UKR)                    | AB                                     |
| 24                                     | Naomi de Roeck (BEL)                   | AB                                     |

| Ceratizit-WNT Pro Cycling WNT | Ceratizit-WNT Pro Cycling WNT   | Ceratizit-WNT Pro Cycling WNT |
| ----------------------------- | ------------------------------- | ----------------------------- |
| Num                           | Coureuse                        | Pos                           |
| 31                            | Lana Eberle (GER)               | AB                            |
| 32                            | Laura Asencio (FRA)             | AB                            |
| 33                            | Maria Giulia Confalonieri (ITA) | AB                            |
| 34                            | Marta Lach (POL)                | 25e                           |
| 35                            | Hanna Nilsson (SWE)             | AB                            |
| 36                            | Lizbeth Salazar (MEX) (route)   | AB                            |

| Cofidis COF | Cofidis COF            | Cofidis COF |
| ----------- | ---------------------- | ----------- |
| Num         | Coureuse               | Pos         |
| 41          | Victoire Berteau (FRA) | 57e         |
| 42          | Valentine Fortin (FRA) | AB          |
| 43          | Martina Alzini (ITA)   | 29e         |
| 44          | Sandra Levenez (FRA)   | AB          |
| 45          | Alana Castrique (BEL)  | 59e         |
| 46          | Olivia Onesti (FRA)    | AB          |

| IBCT IBC | IBCT IBC              | IBCT IBC |
| -------- | --------------------- | -------- |
| Num      | Coureuse              | Pos      |
| 51       | Loes Adegeest (NED)   | 12e      |
| 52       | Megan Armitage (IRL)  | 26e      |
| 53       | Svenja Betz (GER)     | AB       |
| 54       | Haylee Fuller (AUS)   | AB       |
| 55       | Fien Van Eynde (BEL)  | AB       |
| 56       | Sara Van de Vel (BEL) | AB       |

| Le Col-Wahoo DRP | Le Col-Wahoo DRP       | Le Col-Wahoo DRP |
| ---------------- | ---------------------- | ---------------- |
| Num              | Coureuse               | Pos              |
| 61               | Anna Christian (GBR)   | AB               |
| 62               | Elizabeth Holden (GBR) | 36e              |
| 63               | Eider Merino (ESP)     | AB               |
| 64               | Flora Perkins (GBR)    | AB               |
| 65               | Alice Towers (GBR)     | AB               |
| 66               | Gladys Verhulst (FRA)  | AB               |

| Lotto Soudal Ladies LSL | Lotto Soudal Ladies LSL  | Lotto Soudal Ladies LSL |
| ----------------------- | ------------------------ | ----------------------- |
| Num                     | Coureuse                 | Pos                     |
| 71                      | Eefje Brandt (BEL)       | AB                      |
| 72                      | Kristýna Burlová (CZE)   | AB                      |
| 73                      | Mieke Docx (BEL)         | 45e                     |
| 74                      | Esmée Gielkens (BEL)     | AB                      |
| 75                      | Mijntje Geurts (NED)     | 42e                     |
| 76                      | Elise vander Sande (BEL) | AB                      |

| Multum Accountants MUL | Multum Accountants MUL   | Multum Accountants MUL |
| ---------------------- | ------------------------ | ---------------------- |
| Num                    | Coureuse                 | Pos                    |
| 81                     | Camille Devigne (FRA)    | AB                     |
| 82                     | Marthe Goossens (BEL)    | AB                     |
| 83                     | Fien Delbaere (BEL)      | AB                     |
| 84                     | Mareille Meijering (NED) | 23e                    |
| 85                     | Elisa Serné (NED)        | AB                     |
| 86                     | Willemijn Prins (NED)    | AB                     |

| AG Insurance NXTG AGI | AG Insurance NXTG AGI | AG Insurance NXTG AGI |
| --------------------- | --------------------- | --------------------- |
| Num                   | Coureuse              | Pos                   |
| 91                    | Amber Aernouts (NED)  | AB                    |
| 92                    | Cassia Boglio (AUS)   | AB                    |
| 93                    | Julia Borgström (SWE) | 35e                   |
| 94                    | Maureen Arens (NED)   | AB                    |
| 95                    | Lone Meertens (BEL)   | 54e                   |
| 96                    | Amelia Sharpe (GBR)   | AB                    |

| Parkhotel Valkenburg PHV | Parkhotel Valkenburg PHV   | Parkhotel Valkenburg PHV |
| ------------------------ | -------------------------- | ------------------------ |
| Num                      | Coureuse                   | Pos                      |
| 101                      | Mischa Bredewold (NED)     | 14e                      |
| 102                      | Femke Gerritse (NED)       | 44e                      |
| 103                      | Belle De Gast (NED)        | AB                       |
| 104                      | Pien Limpens (NED)         | AB                       |
| 105                      | Rosalie Van der Wolf (NED) | AB                       |
| 106                      | Anne Van Rooijen (NED)     | 34e                      |

| Plantur-Pura PLP | Plantur-Pura PLP               | Plantur-Pura PLP |
| ---------------- | ------------------------------ | ---------------- |
| Num              | Coureuse                       | Pos              |
| 111              | Kim de Baat (BEL)              | AB               |
| 112              | Sanne Cant (BEL)               | AB               |
| 113              | Justine Ghekiere (BEL)         | 27e              |
| 114              | Yara Kastelijn (NED)           | 43e              |
| 115              | Marion Norbert-Riberolle (BEL) | AB               |
| 116              | Millie Couzens (GBR)           | 30e              |

| Valcar-Travel & Service VAL | Valcar-Travel & Service VAL | Valcar-Travel & Service VAL |
| --------------------------- | --------------------------- | --------------------------- |
| Num                         | Coureuse                    | Pos                         |
| 121                         | Alice Maria Arzuffi (ITA)   | 48e                         |
| 122                         | Karolina Kumięga (POL)      | AB                          |
| 123                         | Silvia Persico (ITA)        | 7e                          |
| 124                         | Ilaria Sanguineti (ITA)     | AB                          |
| 125                         | Margaux Vigié (FRA)         | AB                          |
| 126                         | Eleonora Gasparrini (ITA)   | 52e                         |

| Canyon-SRAM Racing CSR | Canyon-SRAM Racing CSR     | Canyon-SRAM Racing CSR |
| ---------------------- | -------------------------- | ---------------------- |
| Num                    | Coureuse                   | Pos                    |
| 131                    | Katarzyna Niewiadoma (POL) | 2e                     |
| 132                    | Shari Bossuyt (BEL)        | 31e                    |
| 133                    | Neve Bradbury (AUS)        | AB                     |
| 134                    | Pauliena Rooijakkers (NED) | 6e                     |
| 135                    | Mikayla Harvey (NZL)       | AB                     |
| 136                    | Alena Amialiusik (BLR)     | AB                     |

| FDJ-Nouvelle Aquitaine-Futuroscope FSF | FDJ-Nouvelle Aquitaine-Futuroscope FSF | FDJ-Nouvelle Aquitaine-Futuroscope FSF |
| -------------------------------------- | -------------------------------------- | -------------------------------------- |
| Num                                    | Coureuse                               | Pos                                    |
| 141                                    | Stine Borgli (NOR)                     | AB                                     |
| 142                                    | Vittoria Guazzini (ITA)                | 60e                                    |
| 143                                    | Victorie Guilman (FRA)                 | 11e                                    |
| 145                                    | Évita Muzic (FRA) (route)              | AB                                     |
| 146                                    | Jade Wiel (FRA)                        | 51e                                    |

| Human Powered Health HPW | Human Powered Health HPW | Human Powered Health HPW |
| ------------------------ | ------------------------ | ------------------------ |
| Num                      | Coureuse                 | Pos                      |
| 151                      | Nina Buysman (NED)       | 55e                      |
| 152                      | Makayla MacPherson (USA) | AB                       |
| 153                      | Eri Yonamine (JPN)       | AB                       |
| 154                      | Barbara Malcotti (ITA)   | 56e                      |
| 155                      | Marit Raaijmakers (NED)  | AB                       |
| 156                      | Kaia Schmid (USA)        | AB                       |

| Liv Racing Xstra LIV | Liv Racing Xstra LIV         | Liv Racing Xstra LIV |
| -------------------- | ---------------------------- | -------------------- |
| Num                  | Coureuse                     | Pos                  |
| 161                  | Alison Jackson (CAN) (route) | 39e                  |
| 162                  | Marta Jaskulska (POL)        | 21e                  |
| 163                  | Eva Buurman (NED)            | AB                   |
| 164                  | Ayesha McGowan (USA)         | AB                   |
| 165                  | Katia Ragusa (ITA)           | AB                   |
| 166                  | Amber van der Hulst (NED)    | 58e                  |

| Movistar Team MOV | Movistar Team MOV         | Movistar Team MOV |
| ----------------- | ------------------------- | ----------------- |
| Num               | Coureuse                  | Pos               |
| 171               | Katrine Aalerud (NOR)     | AB                |
| 172               | Sara Martín (ESP)         | AB                |
| 173               | Paula Patiño (COL)        | 13e               |
| 174               | Jelena Erić (SRB) (route) | 46e               |
| 175               | Arlenis Sierra (CUB)      | 38e               |
| 176               | Sarah Gigante (AUS)       | AB                |

| Roland Cogeas-Edelweiss Squad CGS | Roland Cogeas-Edelweiss Squad CGS | Roland Cogeas-Edelweiss Squad CGS |
| --------------------------------- | --------------------------------- | --------------------------------- |
| Num                               | Coureuse                          | Pos                               |
| 181                               | Tamara Dronova (RUS)              | 28e                               |
| 182                               | Hannah Buch (GER)                 | AB                                |
| 183                               | Olga Zabelinskaïa (UZB)           | AB                                |
| 184                               | Rotem Gafinovitz (ISR)            | AB                                |
| 185                               | Aline Seitz (SUI)                 | AB                                |
| 186                               | Petra Stiasny (SUI)               | AB                                |

| Team BikeExchange-Jayco BEX | Team BikeExchange-Jayco BEX | Team BikeExchange-Jayco BEX |
| --------------------------- | --------------------------- | --------------------------- |
| Num                         | Coureuse                    | Pos                         |
| 191                         | Alexandra Manly (AUS)       | 10e                         |
| 192                         | Urška Žigart (SLO)          | AB                          |
| 193                         | Ane Santesteban (ESP)       | 22e                         |
| 194                         | Amanda Spratt (AUS)         | 24e                         |
| 195                         | Wei Shi Chelsie Tan (SGP)   | AB                          |
| 196                         | Georgia Williams (NZL)      | 50e                         |

| Team DSM DSM | Team DSM DSM           | Team DSM DSM |
| ------------ | ---------------------- | ------------ |
| Num          | Coureuse               | Pos          |
| 201          | Francesca Barale (ITA) | AB           |
| 202          | Léa Curinier (FRA)     | AB           |
| 203          | Leah Kirchmann (CAN)   | 49e          |
| 204          | Juliette Labous (FRA)  | 5e           |
| 205          | Liane Lippert (GER)    | 3e           |
| 206          | Esmée Peperkamp (NED)  | 41e          |

| Team Jumbo-Visma TJV | Team Jumbo-Visma TJV   | Team Jumbo-Visma TJV |
| -------------------- | ---------------------- | -------------------- |
| Num                  | Coureuse               | Pos                  |
| 211                  | Amber Kraak (NED)      | 32e                  |
| 212                  | Linda Riedmann (GER)   | 40e                  |
| 213                  | Coryn Labecki (USA)    | 17e                  |
| 214                  | Noemi Rüegg (SUI)      | 33e                  |
| 215                  | Aafke Soet (NED)       | AB                   |
| 216                  | Karlijn Swinkels (NED) | 20e                  |

| UAE Team ADQ UAD | UAE Team ADQ UAD          | UAE Team ADQ UAD |
| ---------------- | ------------------------- | ---------------- |
| Num              | Coureuse                  | Pos              |
| 221              | Sofia Bertizzolo (ITA)    | 9e               |
| 222              | Mavi García (ESP) (route) | 16e              |
| 223              | Erica Magnaldi (ITA)      | 53e              |
| 224              | Urša Pintar (SLO)         | 37e              |
| 225              | Anna Trevisi (ITA)        | AB               |
| 226              | Sophie Wright (GBR)       | AB               |

| Uno-X Pro Cycling Team UXT | Uno-X Pro Cycling Team UXT | Uno-X Pro Cycling Team UXT |
| -------------------------- | -------------------------- | -------------------------- |
| Num                        | Coureuse                   | Pos                        |
| 231                        | Anne Dorthe Ysland (NOR)   | AB                         |
| 232                        | Hannah Barnes (GBR)        | AB                         |
| 233                        | Joscelin Lowden (GBR)      | AB                         |
| 234                        | Hannah Ludwig (GER)        | AB                         |
| 235                        | Amalie Lutro (NOR)         | AB                         |

| Trek-Segafredo TFS | Trek-Segafredo TFS              | Trek-Segafredo TFS |
| ------------------ | ------------------------------- | ------------------ |
| Num                | Coureuse                        | Pos                |
| 1                  | Elisa Balsamo (ITA) (route)     | 61e                |
| 2                  | Amalie Dideriksen (DEN) (route) | AB                 |
| 3                  | Leah Thomas (USA)               | 47e                |
| 4                  | Letizia Paternoster (ITA)       | AB                 |
| 5                  | Shirin van Anrooij (NED)        | 15e                |
| 6                  | Tayler Wiles (USA)              | AB                 |

| SD Worx SDW | SD Worx SDW                  | SD Worx SDW |
| ----------- | ---------------------------- | ----------- |
| Num         | Coureuse                     | Pos         |
| 11          | Niamh Fisher-Black (NZL)     | 18e         |
| 12          | Ashleigh Moolman (RSA)       | 8e          |
| 13          | Marlen Reusser (SUI) (route) | 4e          |
| 14          | Anna Shackley (GBR)          | 19e         |
| 16          | Demi Vollering (NED)         | 1re         |

| Bingoal-Chevalmeire-Van Eyck Sport BCV | Bingoal-Chevalmeire-Van Eyck Sport BCV | Bingoal-Chevalmeire-Van Eyck Sport BCV |
| -------------------------------------- | -------------------------------------- | -------------------------------------- |
| Num                                    | Coureuse                               | Pos                                    |
| 21                                     | Lotte Popelier (BEL)                   | AB                                     |
| 22                                     | Julie Hendrickx (BEL)                  | AB                                     |
| 23                                     | Olha Kulynych (UKR)                    | AB                                     |
| 24                                     | Naomi de Roeck (BEL)                   | AB                                     |

| Ceratizit-WNT Pro Cycling WNT | Ceratizit-WNT Pro Cycling WNT   | Ceratizit-WNT Pro Cycling WNT |
| ----------------------------- | ------------------------------- | ----------------------------- |
| Num                           | Coureuse                        | Pos                           |
| 31                            | Lana Eberle (GER)               | AB                            |
| 32                            | Laura Asencio (FRA)             | AB                            |
| 33                            | Maria Giulia Confalonieri (ITA) | AB                            |
| 34                            | Marta Lach (POL)                | 25e                           |
| 35                            | Hanna Nilsson (SWE)             | AB                            |
| 36                            | Lizbeth Salazar (MEX) (route)   | AB                            |

| Cofidis COF | Cofidis COF            | Cofidis COF |
| ----------- | ---------------------- | ----------- |
| Num         | Coureuse               | Pos         |
| 41          | Victoire Berteau (FRA) | 57e         |
| 42          | Valentine Fortin (FRA) | AB          |
| 43          | Martina Alzini (ITA)   | 29e         |
| 44          | Sandra Levenez (FRA)   | AB          |
| 45          | Alana Castrique (BEL)  | 59e         |
| 46          | Olivia Onesti (FRA)    | AB          |

| IBCT IBC | IBCT IBC              | IBCT IBC |
| -------- | --------------------- | -------- |
| Num      | Coureuse              | Pos      |
| 51       | Loes Adegeest (NED)   | 12e      |
| 52       | Megan Armitage (IRL)  | 26e      |
| 53       | Svenja Betz (GER)     | AB       |
| 54       | Haylee Fuller (AUS)   | AB       |
| 55       | Fien Van Eynde (BEL)  | AB       |
| 56       | Sara Van de Vel (BEL) | AB       |

| Le Col-Wahoo DRP | Le Col-Wahoo DRP       | Le Col-Wahoo DRP |
| ---------------- | ---------------------- | ---------------- |
| Num              | Coureuse               | Pos              |
| 61               | Anna Christian (GBR)   | AB               |
| 62               | Elizabeth Holden (GBR) | 36e              |
| 63               | Eider Merino (ESP)     | AB               |
| 64               | Flora Perkins (GBR)    | AB               |
| 65               | Alice Towers (GBR)     | AB               |
| 66               | Gladys Verhulst (FRA)  | AB               |

| Lotto Soudal Ladies LSL | Lotto Soudal Ladies LSL  | Lotto Soudal Ladies LSL |
| ----------------------- | ------------------------ | ----------------------- |
| Num                     | Coureuse                 | Pos                     |
| 71                      | Eefje Brandt (BEL)       | AB                      |
| 72                      | Kristýna Burlová (CZE)   | AB                      |
| 73                      | Mieke Docx (BEL)         | 45e                     |
| 74                      | Esmée Gielkens (BEL)     | AB                      |
| 75                      | Mijntje Geurts (NED)     | 42e                     |
| 76                      | Elise vander Sande (BEL) | AB                      |

| Multum Accountants MUL | Multum Accountants MUL   | Multum Accountants MUL |
| ---------------------- | ------------------------ | ---------------------- |
| Num                    | Coureuse                 | Pos                    |
| 81                     | Camille Devigne (FRA)    | AB                     |
| 82                     | Marthe Goossens (BEL)    | AB                     |
| 83                     | Fien Delbaere (BEL)      | AB                     |
| 84                     | Mareille Meijering (NED) | 23e                    |
| 85                     | Elisa Serné (NED)        | AB                     |
| 86                     | Willemijn Prins (NED)    | AB                     |

| AG Insurance NXTG AGI | AG Insurance NXTG AGI | AG Insurance NXTG AGI |
| --------------------- | --------------------- | --------------------- |
| Num                   | Coureuse              | Pos                   |
| 91                    | Amber Aernouts (NED)  | AB                    |
| 92                    | Cassia Boglio (AUS)   | AB                    |
| 93                    | Julia Borgström (SWE) | 35e                   |
| 94                    | Maureen Arens (NED)   | AB                    |
| 95                    | Lone Meertens (BEL)   | 54e                   |
| 96                    | Amelia Sharpe (GBR)   | AB                    |

| Parkhotel Valkenburg PHV | Parkhotel Valkenburg PHV   | Parkhotel Valkenburg PHV |
| ------------------------ | -------------------------- | ------------------------ |
| Num                      | Coureuse                   | Pos                      |
| 101                      | Mischa Bredewold (NED)     | 14e                      |
| 102                      | Femke Gerritse (NED)       | 44e                      |
| 103                      | Belle De Gast (NED)        | AB                       |
| 104                      | Pien Limpens (NED)         | AB                       |
| 105                      | Rosalie Van der Wolf (NED) | AB                       |
| 106                      | Anne Van Rooijen (NED)     | 34e                      |

| Plantur-Pura PLP | Plantur-Pura PLP               | Plantur-Pura PLP |
| ---------------- | ------------------------------ | ---------------- |
| Num              | Coureuse                       | Pos              |
| 111              | Kim de Baat (BEL)              | AB               |
| 112              | Sanne Cant (BEL)               | AB               |
| 113              | Justine Ghekiere (BEL)         | 27e              |
| 114              | Yara Kastelijn (NED)           | 43e              |
| 115              | Marion Norbert-Riberolle (BEL) | AB               |
| 116              | Millie Couzens (GBR)           | 30e              |

| Valcar-Travel & Service VAL | Valcar-Travel & Service VAL | Valcar-Travel & Service VAL |
| --------------------------- | --------------------------- | --------------------------- |
| Num                         | Coureuse                    | Pos                         |
| 121                         | Alice Maria Arzuffi (ITA)   | 48e                         |
| 122                         | Karolina Kumięga (POL)      | AB                          |
| 123                         | Silvia Persico (ITA)        | 7e                          |
| 124                         | Ilaria Sanguineti (ITA)     | AB                          |
| 125                         | Margaux Vigié (FRA)         | AB                          |
| 126                         | Eleonora Gasparrini (ITA)   | 52e                         |

| Canyon-SRAM Racing CSR | Canyon-SRAM Racing CSR     | Canyon-SRAM Racing CSR |
| ---------------------- | -------------------------- | ---------------------- |
| Num                    | Coureuse                   | Pos                    |
| 131                    | Katarzyna Niewiadoma (POL) | 2e                     |
| 132                    | Shari Bossuyt (BEL)        | 31e                    |
| 133                    | Neve Bradbury (AUS)        | AB                     |
| 134                    | Pauliena Rooijakkers (NED) | 6e                     |
| 135                    | Mikayla Harvey (NZL)       | AB                     |
| 136                    | Alena Amialiusik (BLR)     | AB                     |

| FDJ-Nouvelle Aquitaine-Futuroscope FSF | FDJ-Nouvelle Aquitaine-Futuroscope FSF | FDJ-Nouvelle Aquitaine-Futuroscope FSF |
| -------------------------------------- | -------------------------------------- | -------------------------------------- |
| Num                                    | Coureuse                               | Pos                                    |
| 141                                    | Stine Borgli (NOR)                     | AB                                     |
| 142                                    | Vittoria Guazzini (ITA)                | 60e                                    |
| 143                                    | Victorie Guilman (FRA)                 | 11e                                    |
| 145                                    | Évita Muzic (FRA) (route)              | AB                                     |
| 146                                    | Jade Wiel (FRA)                        | 51e                                    |

| Human Powered Health HPW | Human Powered Health HPW | Human Powered Health HPW |
| ------------------------ | ------------------------ | ------------------------ |
| Num                      | Coureuse                 | Pos                      |
| 151                      | Nina Buysman (NED)       | 55e                      |
| 152                      | Makayla MacPherson (USA) | AB                       |
| 153                      | Eri Yonamine (JPN)       | AB                       |
| 154                      | Barbara Malcotti (ITA)   | 56e                      |
| 155                      | Marit Raaijmakers (NED)  | AB                       |
| 156                      | Kaia Schmid (USA)        | AB                       |

| Liv Racing Xstra LIV | Liv Racing Xstra LIV         | Liv Racing Xstra LIV |
| -------------------- | ---------------------------- | -------------------- |
| Num                  | Coureuse                     | Pos                  |
| 161                  | Alison Jackson (CAN) (route) | 39e                  |
| 162                  | Marta Jaskulska (POL)        | 21e                  |
| 163                  | Eva Buurman (NED)            | AB                   |
| 164                  | Ayesha McGowan (USA)         | AB                   |
| 165                  | Katia Ragusa (ITA)           | AB                   |
| 166                  | Amber van der Hulst (NED)    | 58e                  |

| Movistar Team MOV | Movistar Team MOV         | Movistar Team MOV |
| ----------------- | ------------------------- | ----------------- |
| Num               | Coureuse                  | Pos               |
| 171               | Katrine Aalerud (NOR)     | AB                |
| 172               | Sara Martín (ESP)         | AB                |
| 173               | Paula Patiño (COL)        | 13e               |
| 174               | Jelena Erić (SRB) (route) | 46e               |
| 175               | Arlenis Sierra (CUB)      | 38e               |
| 176               | Sarah Gigante (AUS)       | AB                |

| Roland Cogeas-Edelweiss Squad CGS | Roland Cogeas-Edelweiss Squad CGS | Roland Cogeas-Edelweiss Squad CGS |
| --------------------------------- | --------------------------------- | --------------------------------- |
| Num                               | Coureuse                          | Pos                               |
| 181                               | Tamara Dronova (RUS)              | 28e                               |
| 182                               | Hannah Buch (GER)                 | AB                                |
| 183                               | Olga Zabelinskaïa (UZB)           | AB                                |
| 184                               | Rotem Gafinovitz (ISR)            | AB                                |
| 185                               | Aline Seitz (SUI)                 | AB                                |
| 186                               | Petra Stiasny (SUI)               | AB                                |

| Team BikeExchange-Jayco BEX | Team BikeExchange-Jayco BEX | Team BikeExchange-Jayco BEX |
| --------------------------- | --------------------------- | --------------------------- |
| Num                         | Coureuse                    | Pos                         |
| 191                         | Alexandra Manly (AUS)       | 10e                         |
| 192                         | Urška Žigart (SLO)          | AB                          |
| 193                         | Ane Santesteban (ESP)       | 22e                         |
| 194                         | Amanda Spratt (AUS)         | 24e                         |
| 195                         | Wei Shi Chelsie Tan (SGP)   | AB                          |
| 196                         | Georgia Williams (NZL)      | 50e                         |

| Team DSM DSM | Team DSM DSM           | Team DSM DSM |
| ------------ | ---------------------- | ------------ |
| Num          | Coureuse               | Pos          |
| 201          | Francesca Barale (ITA) | AB           |
| 202          | Léa Curinier (FRA)     | AB           |
| 203          | Leah Kirchmann (CAN)   | 49e          |
| 204          | Juliette Labous (FRA)  | 5e           |
| 205          | Liane Lippert (GER)    | 3e           |
| 206          | Esmée Peperkamp (NED)  | 41e          |

| Team Jumbo-Visma TJV | Team Jumbo-Visma TJV   | Team Jumbo-Visma TJV |
| -------------------- | ---------------------- | -------------------- |
| Num                  | Coureuse               | Pos                  |
| 211                  | Amber Kraak (NED)      | 32e                  |
| 212                  | Linda Riedmann (GER)   | 40e                  |
| 213                  | Coryn Labecki (USA)    | 17e                  |
| 214                  | Noemi Rüegg (SUI)      | 33e                  |
| 215                  | Aafke Soet (NED)       | AB                   |
| 216                  | Karlijn Swinkels (NED) | 20e                  |

| UAE Team ADQ UAD | UAE Team ADQ UAD          | UAE Team ADQ UAD |
| ---------------- | ------------------------- | ---------------- |
| Num              | Coureuse                  | Pos              |
| 221              | Sofia Bertizzolo (ITA)    | 9e               |
| 222              | Mavi García (ESP) (route) | 16e              |
| 223              | Erica Magnaldi (ITA)      | 53e              |
| 224              | Urša Pintar (SLO)         | 37e              |
| 225              | Anna Trevisi (ITA)        | AB               |
| 226              | Sophie Wright (GBR)       | AB               |

| Uno-X Pro Cycling Team UXT | Uno-X Pro Cycling Team UXT | Uno-X Pro Cycling Team UXT |
| -------------------------- | -------------------------- | -------------------------- |
| Num                        | Coureuse                   | Pos                        |
| 231                        | Anne Dorthe Ysland (NOR)   | AB                         |
| 232                        | Hannah Barnes (GBR)        | AB                         |
| 233                        | Joscelin Lowden (GBR)      | AB                         |
| 234                        | Hannah Ludwig (GER)        | AB                         |
| 235                        | Amalie Lutro (NOR)         | AB                         |